# Keilbachia subferrata
Keilbachia subferrata är en tvåvingeart som beskrevs av Hans-Georg Rudzinski 2008. Keilbachia subferrata ingår i släktet Keilbachia och familjen sorgmyggor.
Artens utbredningsområde är Taiwan. Inga underarter finns listade i Catalogue of Life.